# Заводское (Симферополь)
Заводско́е (до 1945 года Бор-Чокра́к; укр. Заводське, крымскотат. Bor Çoqraq, Бор Чокъракъ) — село, вошедшее в состав Симферополя, располагавшееся на юго-западе города, вдоль Севастопольского шоссе (сейчас Севастопольская улица). Хотя само село находилось ближе к Симферополю, название получило по находящемуся в конце его имению (Бор-Чокрак - меловой источник (кр.-тат).

## История
Впервые в доступных источниках Бор-Чокрак, как имение, встречается в деле о выдаче ссуды неким Никитченко, Вильмсу, Сарибан, Варкентин в 1898 году. Само селение возникло, видимо, в начале XX века, так как на карте 1892 года ещё не обзначено, впервые упомянуто в Статистическом справочнике Таврической губернии 1915 года, согласно которому в деревне Бор-Чокрак Подгородне-Петровской волости Симферопольского уезда числилось 20 дворов со смешанным населением без приписных жителей, но с 140 — «посторонними», из которых 80 мужчин и 60 женщин. Жители земли в собственности не имели. В хозяйствах имелось 50 лошадей, 20 коров и 90 голов мелкого скота. Согласно списку 1915 года «…русских подданных из австрийских, венгерских или германских выходцев» землевладельцев, опубликованном в газете «Таврические губернские ведомости» в апреле 1915 года, при деревне Бор-Чокрак значатся Вильмс Петр Мартынович, владевший 2 наделами: один в 470 десятинам 1365 квадратных саженей пахотной и 22 десятины усадебной земли и второй — 11 десятин 543 кв. саж. пахотной земли.
После установления в Крыму Советской власти, по постановлению Крымревкома от 8 января 1921 года была упразднена волостная система и село включили в состав Подгородне-Петровского района Симферопольского уезда, а в 1922 году уезды получили название округов. 11 октября 1923 года, согласно постановлению ВЦИК, в административное деление Крымской АССР были внесены изменения, в результате которых был ликвидирован Подгородне-Петровский район и образован Симферопольский и Бор-Чокрак включили в его состав. Согласно Списку населённых пунктов Крымской АССР по Всесоюзной переписи 17 декабря 1926 года, в селе Бор-Чокрак, центре Бор-Чокракского сельсовета Симферопольского района, числилось 210 дворов, из них 88 крестьянских, население составляло 804 человека, из них 643 русских, 168 немцев, 98 украинцев, 17 белоруссов, 12 армян, 8 греков, 7 болгар, 11 евреев, 1 татарин, 7 записаны в графе «прочие», действовала русская школа. В предвоенные годы село — фактически окраина Симферополя, получило мощный толчок к развитию после строительства в 1930-х годах консервного завода им.1 Мая.
Наличие консервного завода послужило причиной присвоения Бор-Чокраку названия Заводское при переименовании указом Президиума Верховного Совета РСФСР от 21 августа 1945 года (соответственно, Бор-Чокракский сельсовет был переименован в Заводский). С 25 июня 1946 года Заводское в составе Крымской области РСФСР, а 26 апреля 1954 года Крымская область была передана из состава РСФСР в состав УССР.
В 1957 году включено в состав Симферополя, в связи  расширением административных границ города, тем же решением был ликвидирован сельсовет, а административный центр перенесен в Перово.